# Volta a Catalunya de 2025
La Volta a Catalunya de 2025 fou la 104a edició de la Volta Ciclista a Catalunya, una cursa masculina que es disputà entre el 24 i el 30 de març de 2025 per carreteres de Catalunya en el context de l'UCI World Tour 2025, el calendari més important del ciclisme de carretera. Dividida en set etapes, tingué l'inici a Sant Feliu de Guíxols i el final a Barcelona.
L'eslovè Primož Roglič (Red Bull-Bora-Hansgrohe) es proclamà campió de la classificació general després de guanyar la darrera etapa i superar el subcampió, Juan Ayuso (UAE Team Emirates XRG), qui havia començat l'etapa amb un segon de marge sobre l'eslovè. El mallorquí Enric Mas (Movistar Team) fou el tercer classificat. Primož Roglič també s'imposà en les classificacions de la regularitat i de la muntanya. Per la seva banda, Ayuso ho feu a la del millor jove i el Team Visma-Lease a Bike a la d'equips.

## Equips
Com a esdeveniment de l'UCI World Tour, els divuit equips UCI WorldTeam hi participaren automàticament. A més, els dos millors equips ProTeams UCI de la temporada anterior (Lotto i Israel-Premier Tech) hi foren convidats per defecte. Tot i que podien renunciar a la seva participació, tots dos van confirmar la seva presència a la prova catalana i, per tant, l'organització va convidar quatre equips ProTeam més per a completar el màxim de 24 equips.
| WorldTeams (18)- EF Education-EasyPost - Alpecin-Deceuninck - Arkéa-B&B Hotels - XDS Astana Team - Bahrain-Victorious - Cofidis - Decathlon AG2R La Mondiale Team - Groupama-FDJ - Ineos Grenadiers - Intermarché-Wanty - Movistar Team - Lidl-Trek - Red Bull-BORA-hansgrohe - Soudal Quick-Step - Team Picnic-PostNL - Team Jayco AlUla - Team Visma \| Lease a Bike - UAE Team Emirates XRG ProTeams (6)- Lotto - Israel-Premier Tech - Caja Rural-Seguros RGA - Equipo Kern Pharma - Burgos-Burpellet-BH - Euskaltel-Euskadi |
| |

## Etapes
La Volta tornava a presentar-se com una cursa amb molta muntanya, ja que tres dels finals havien de ser en alt. Hi destacava el retorn a Montserrat, 30 anys després de la darrera ascensió de la prova, per tal de commemorar el mil·lenari del seu monestir. També es recuperava l'etapa entre Berga i el Santuari de Queralt que tan bona afluència de públic havia tingut en l'edició precedent; però, a causa de les inclemències meteorològiques i la negativa d'alguns equips a competir, l'etapa va acabar reduïda a un circuit al voltant de Berga, que els ciclistes van recórrer de manera neutralitzada exceptuant els darrers 24 km. Finalment, la darrera etapa també va haver de ser modificada a causa de la coincidència d'un altre esdeveniment esportiu a Montjuïc, motiu pel qual es van retallar una quarantena de quilòmetres del seu recorregut.
| Etapa    | Data       | Ciutats d'etapa                               | type              | Distància (km) | Desnivell (m) | Vencedor de l'etapa | Líder de la general |
| -------- | ---------- | --------------------------------------------- | ----------------- | -------------- | ------------- | ------------------- | ------------------- |
| 1a etapa | 24 de març | Sant Feliu de Guíxols – Sant Feliu de Guíxols | etapa accidentada | 178,3          | 2.765 m       | Matthew Brennan     | Matthew Brennan     |
| 2a etapa | 25 de març | Banyoles – Figueres                           | etapa plana       | 177,3          | 1.790 m       | Ethan Vernon        | Matthew Brennan     |
| 3a etapa | 26 de març | Viladecans – La Molina                        | etapa de muntanya | 218,6          | 5.093 m       | Juan Ayuso Pesquera | Juan Ayuso Pesquera |
| 4a etapa | 27 de març | Sant Vicenç de Castellet – Montserrat         | etapa de muntanya | 188,7          | 3.089 m       | Primož Roglič       | Primož Roglič       |
| 5a etapa | 28 de març | Paüls – Amposta                               | etapa plana       | 172            | 1.320 m       | Matthew Brennan     | Juan Ayuso Pesquera |
| 6a etapa | 29 de març | Berga – Berga                                 | etapa plana       | 72             | 1.143 m       | Quinn Simmons       | Juan Ayuso Pesquera |
| 7a etapa | 30 de març | Barcelona – Barcelona                         | etapa accidentada | 88,2           | 1.901 m       | Primož Roglič       | Primož Roglič       |

## Progrés de la cursa

### Etapa 1
| \| Classificació de l'etapa \| Classificació de l'etapa \| Classificació de l'etapa \| Classificació de l'etapa \| Classificació de l'etapa \| \| Corredor \| Corredor \| Equip \| Temps \| \| \| ------------------------ \| ------------------------ \| -------------------------- \| ------------------------ \| ------------------------ \| \| 1r \| Matthew Brennan \| Team Visma \\| Lease a Bike \| 4h 25' 17" \| \| \| 2n \| Kaden Groves \| Alpecin-Deceuninck \| + 0" \| \| \| 3r \| Tibor Del Grosso \| Alpecin-Deceuninck \| + 0" \| \| \| 4t \| Dorian Godon \| Decathlon-AG2R La Mondiale \| + 0" \| \| \| 5è \| Andrea Vendrame \| Decathlon-AG2R La Mondiale \| + 0" \| \| \| 6è \| Corbin Strong \| Israel-Premier Tech \| + 0" \| \| \| 7è \| Edward Planckaert \| Alpecin-Deceuninck \| + 0" \| \| \| 8è \| Mikel Landa Meana \| Soudal Quick-Step \| + 0" \| \| \| 9è \| Lennert Van Eetvelt \| Lotto \| + 0" \| \| \| 10è \| Laurens De Plus \| Ineos Grenadiers \| + 0" \| \| |                     |                            |            |
| |                     |                            |            |
| Font: ProCyclingStats |                     |                            |            |
| Classificació de l'etapa |                     |                            |            |
| Corredor | Corredor            | Equip                      | Temps      |
| 1r | Matthew Brennan     | Team Visma \| Lease a Bike | 4h 25' 17" |
| 2n | Kaden Groves        | Alpecin-Deceuninck         | + 0"       |
| 3r | Tibor Del Grosso    | Alpecin-Deceuninck         | + 0"       |
| 4t | Dorian Godon        | Decathlon-AG2R La Mondiale | + 0"       |
| 5è | Andrea Vendrame     | Decathlon-AG2R La Mondiale | + 0"       |
| 6è | Corbin Strong       | Israel-Premier Tech        | + 0"       |
| 7è | Edward Planckaert   | Alpecin-Deceuninck         | + 0"       |
| 8è | Mikel Landa Meana   | Soudal Quick-Step          | + 0"       |
| 9è | Lennert Van Eetvelt | Lotto                      | + 0"       |
| 10è | Laurens De Plus     | Ineos Grenadiers           | + 0"       |

| \| Classificació general \| Classificació general \| Classificació general \| Classificació general \| Classificació general \| \| Corredor \| Corredor \| Equip \| Temps \| \| \| --------------------- \| --------------------- \| -------------------------- \| --------------------- \| --------------------- \| \| 1r \| Matthew Brennan \| Team Visma \\| Lease a Bike \| 4h 25' 07" \| \| \| 2n \| Kaden Groves \| Alpecin-Deceuninck \| + 4" \| \| \| 3r \| Tibor Del Grosso \| Alpecin-Deceuninck \| + 6" \| \| \| 4t \| Enric Mas Nicolau \| Movistar Team \| + 7" \| \| \| 5è \| Primož Roglič \| Red Bull-Bora-Hansgrohe \| + 9" \| \| \| 6è \| Dorian Godon \| Decathlon-AG2R La Mondiale \| + 10" \| \| \| 7è \| Andrea Vendrame \| Decathlon-AG2R La Mondiale \| + 10" \| \| \| 8è \| Corbin Strong \| Israel-Premier Tech \| + 10" \| \| \| 9è \| Edward Planckaert \| Alpecin-Deceuninck \| + 10" \| \| \| 10è \| Mikel Landa Meana \| Soudal Quick-Step \| + 10" \| \| |                   |                            |            |
| |                   |                            |            |
| Font: ProCyclingStats |                   |                            |            |
| Classificació general |                   |                            |            |
| Corredor | Corredor          | Equip                      | Temps      |
| 1r | Matthew Brennan   | Team Visma \| Lease a Bike | 4h 25' 07" |
| 2n | Kaden Groves      | Alpecin-Deceuninck         | + 4"       |
| 3r | Tibor Del Grosso  | Alpecin-Deceuninck         | + 6"       |
| 4t | Enric Mas Nicolau | Movistar Team              | + 7"       |
| 5è | Primož Roglič     | Red Bull-Bora-Hansgrohe    | + 9"       |
| 6è | Dorian Godon      | Decathlon-AG2R La Mondiale | + 10"      |
| 7è | Andrea Vendrame   | Decathlon-AG2R La Mondiale | + 10"      |
| 8è | Corbin Strong     | Israel-Premier Tech        | + 10"      |
| 9è | Edward Planckaert | Alpecin-Deceuninck         | + 10"      |
| 10è | Mikel Landa Meana | Soudal Quick-Step          | + 10"      |

### Etapa 2
| \| Classificació de l'etapa \| Classificació de l'etapa \| Classificació de l'etapa \| Classificació de l'etapa \| Classificació de l'etapa \| \| Corredor \| Corredor \| Equip \| Temps \| \| \| ------------------------ \| ------------------------ \| -------------------------- \| ------------------------ \| ------------------------ \| \| 1r \| Ethan Vernon \| Israel-Premier Tech \| 4h 16' 16" \| \| \| 2n \| Matthew Brennan \| Team Visma \\| Lease a Bike \| + 0" \| \| \| 3r \| Kaden Groves \| Alpecin-Deceuninck \| + 0" \| \| \| 4t \| Axel Laurance \| Ineos Grenadiers \| + 0" \| \| \| 5è \| Pavel Bittner \| Team Picnic-PostNL \| + 0" \| \| \| 6è \| Dorian Godon \| Decathlon-AG2R La Mondiale \| + 0" \| \| \| 7è \| Marijn van den Berg \| EF Education-EasyPost \| + 0" \| \| \| 8è \| Stanisław Aniołkowski \| Cofidis \| + 0" \| \| \| 9è \| Dion Smith \| Intermarché-Wanty \| + 0" \| \| \| 10è \| Anders Foldager \| Team Jayco AlUla \| + 0" \| \| |                       |                            |            |
| |                       |                            |            |
| Font: ProCyclingStats |                       |                            |            |
| Classificació de l'etapa |                       |                            |            |
| Corredor | Corredor              | Equip                      | Temps      |
| 1r | Ethan Vernon          | Israel-Premier Tech        | 4h 16' 16" |
| 2n | Matthew Brennan       | Team Visma \| Lease a Bike | + 0"       |
| 3r | Kaden Groves          | Alpecin-Deceuninck         | + 0"       |
| 4t | Axel Laurance         | Ineos Grenadiers           | + 0"       |
| 5è | Pavel Bittner         | Team Picnic-PostNL         | + 0"       |
| 6è | Dorian Godon          | Decathlon-AG2R La Mondiale | + 0"       |
| 7è | Marijn van den Berg   | EF Education-EasyPost      | + 0"       |
| 8è | Stanisław Aniołkowski | Cofidis                    | + 0"       |
| 9è | Dion Smith            | Intermarché-Wanty          | + 0"       |
| 10è | Anders Foldager       | Team Jayco AlUla           | + 0"       |

| \| Classificació general \| Classificació general \| Classificació general \| Classificació general \| Classificació general \| \| Corredor \| Corredor \| Equip \| Temps \| \| \| --------------------- \| --------------------- \| -------------------------- \| --------------------- \| --------------------- \| \| 1r \| Matthew Brennan \| Team Visma \\| Lease a Bike \| 8h 41' 17" \| \| \| 2n \| Kaden Groves \| Alpecin-Deceuninck \| + 6" \| \| \| 3r \| Tibor Del Grosso \| Alpecin-Deceuninck \| + 12" \| \| \| 4t \| Enric Mas Nicolau \| Movistar Team \| + 13" \| \| \| 5è \| Juan Ayuso Pesquera \| UAE Team Emirates XRG \| + 13" \| \| \| 6è \| Primož Roglič \| Red Bull-Bora-Hansgrohe \| + 15" \| \| \| 7è \| Dorian Godon \| Decathlon-AG2R La Mondiale \| + 16" \| \| \| 8è \| Andrea Vendrame \| Decathlon-AG2R La Mondiale \| + 16" \| \| \| 9è \| Junior Lecerf \| Soudal Quick-Step \| + 16" \| \| \| 10è \| Pavel Bittner \| Team Picnic-PostNL \| + 16" \| \| |                     |                            |            |
| |                     |                            |            |
| Font: ProCyclingStats |                     |                            |            |
| Classificació general |                     |                            |            |
| Corredor | Corredor            | Equip                      | Temps      |
| 1r | Matthew Brennan     | Team Visma \| Lease a Bike | 8h 41' 17" |
| 2n | Kaden Groves        | Alpecin-Deceuninck         | + 6"       |
| 3r | Tibor Del Grosso    | Alpecin-Deceuninck         | + 12"      |
| 4t | Enric Mas Nicolau   | Movistar Team              | + 13"      |
| 5è | Juan Ayuso Pesquera | UAE Team Emirates XRG      | + 13"      |
| 6è | Primož Roglič       | Red Bull-Bora-Hansgrohe    | + 15"      |
| 7è | Dorian Godon        | Decathlon-AG2R La Mondiale | + 16"      |
| 8è | Andrea Vendrame     | Decathlon-AG2R La Mondiale | + 16"      |
| 9è | Junior Lecerf       | Soudal Quick-Step          | + 16"      |
| 10è | Pavel Bittner       | Team Picnic-PostNL         | + 16"      |

### Etapa 3
| \| Classificació de l'etapa \| Classificació de l'etapa \| Classificació de l'etapa \| Classificació de l'etapa \| Classificació de l'etapa \| \| Corredor \| Corredor \| Equip \| Temps \| \| \| ------------------------ \| -------------------------- \| ------------------------ \| ------------------------ \| ------------------------ \| \| 1r \| Juan Ayuso Pesquera \| UAE Team Emirates XRG \| 5h 49' 29" \| \| \| 2n \| Primož Roglič \| Red Bull-Bora-Hansgrohe \| + 0" \| \| \| 3r \| Mikel Landa Meana \| Soudal Quick-Step \| + 2" \| \| \| 4t \| Lenny Martinez \| Bahrain Victorious \| + 4" \| \| \| 5è \| Lennert Van Eetvelt \| Lotto \| + 4" \| \| \| 6è \| Enric Mas Nicolau \| Movistar Team \| + 4" \| \| \| 7è \| Egan Bernal Gómez \| Ineos Grenadiers \| + 4" \| \| \| 8è \| Harold Martín López \| XDS Astana Team \| + 4" \| \| \| 9è \| Richard Carapaz Montenegro \| EF Education-EasyPost \| + 4" \| \| \| 10è \| Adam Yates \| UAE Team Emirates XRG \| + 4" \| \| |                            |                         |            |
| |                            |                         |            |
| Font: ProCyclingStats |                            |                         |            |
| Classificació de l'etapa |                            |                         |            |
| Corredor | Corredor                   | Equip                   | Temps      |
| 1r | Juan Ayuso Pesquera        | UAE Team Emirates XRG   | 5h 49' 29" |
| 2n | Primož Roglič              | Red Bull-Bora-Hansgrohe | + 0"       |
| 3r | Mikel Landa Meana          | Soudal Quick-Step       | + 2"       |
| 4t | Lenny Martinez             | Bahrain Victorious      | + 4"       |
| 5è | Lennert Van Eetvelt        | Lotto                   | + 4"       |
| 6è | Enric Mas Nicolau          | Movistar Team           | + 4"       |
| 7è | Egan Bernal Gómez          | Ineos Grenadiers        | + 4"       |
| 8è | Harold Martín López        | XDS Astana Team         | + 4"       |
| 9è | Richard Carapaz Montenegro | EF Education-EasyPost   | + 4"       |
| 10è | Adam Yates                 | UAE Team Emirates XRG   | + 4"       |

| \| Classificació general \| Classificació general \| Classificació general \| Classificació general \| Classificació general \| \| Corredor \| Corredor \| Equip \| Temps \| \| \| --------------------- \| -------------------------- \| ----------------------- \| --------------------- \| --------------------- \| \| 1r \| Juan Ayuso Pesquera \| UAE Team Emirates XRG \| 14h 30' 49" \| \| \| 2n \| Primož Roglič \| Red Bull-Bora-Hansgrohe \| + 6" \| \| \| 3r \| Mikel Landa Meana \| Soudal Quick-Step \| + 11" \| \| \| 4t \| Enric Mas Nicolau \| Movistar Team \| + 14" \| \| \| 5è \| Junior Lecerf \| Soudal Quick-Step \| + 17" \| \| \| 6è \| Lenny Martinez \| Bahrain Victorious \| + 17" \| \| \| 7è \| Richard Carapaz Montenegro \| EF Education-EasyPost \| + 17" \| \| \| 8è \| Laurens De Plus \| Ineos Grenadiers \| + 17" \| \| \| 9è \| Lennert Van Eetvelt \| Lotto \| + 17" \| \| \| 10è \| Egan Bernal Gómez \| Ineos Grenadiers \| + 17" \| \| |                            |                         |             |
| |                            |                         |             |
| Font: ProCyclingStats |                            |                         |             |
| Classificació general |                            |                         |             |
| Corredor | Corredor                   | Equip                   | Temps       |
| 1r | Juan Ayuso Pesquera        | UAE Team Emirates XRG   | 14h 30' 49" |
| 2n | Primož Roglič              | Red Bull-Bora-Hansgrohe | + 6"        |
| 3r | Mikel Landa Meana          | Soudal Quick-Step       | + 11"       |
| 4t | Enric Mas Nicolau          | Movistar Team           | + 14"       |
| 5è | Junior Lecerf              | Soudal Quick-Step       | + 17"       |
| 6è | Lenny Martinez             | Bahrain Victorious      | + 17"       |
| 7è | Richard Carapaz Montenegro | EF Education-EasyPost   | + 17"       |
| 8è | Laurens De Plus            | Ineos Grenadiers        | + 17"       |
| 9è | Lennert Van Eetvelt        | Lotto                   | + 17"       |
| 10è | Egan Bernal Gómez          | Ineos Grenadiers        | + 17"       |

### Etapa 4
| \| Classificació de l'etapa \| Classificació de l'etapa \| Classificació de l'etapa \| Classificació de l'etapa \| Classificació de l'etapa \| \| Corredor \| Corredor \| Equip \| Temps \| \| \| ------------------------ \| -------------------------- \| ------------------------ \| ------------------------ \| ------------------------ \| \| 1r \| Juan Ayuso Pesquera \| UAE Team Emirates XRG \| 5h 49' 29" \| \| \| 2n \| Primož Roglič \| Red Bull-Bora-Hansgrohe \| + 0" \| \| \| 3r \| Mikel Landa Meana \| Soudal Quick-Step \| + 2" \| \| \| 4t \| Lenny Martinez \| Bahrain Victorious \| + 4" \| \| \| 5è \| Lennert Van Eetvelt \| Lotto \| + 4" \| \| \| 6è \| Enric Mas Nicolau \| Movistar Team \| + 4" \| \| \| 7è \| Egan Bernal Gómez \| Ineos Grenadiers \| + 4" \| \| \| 8è \| Harold Martín López \| XDS Astana Team \| + 4" \| \| \| 9è \| Richard Carapaz Montenegro \| EF Education-EasyPost \| + 4" \| \| \| 10è \| Adam Yates \| UAE Team Emirates XRG \| + 4" \| \| |                            |                         |            |
| |                            |                         |            |
| Font: ProCyclingStats |                            |                         |            |
| Classificació de l'etapa |                            |                         |            |
| Corredor | Corredor                   | Equip                   | Temps      |
| 1r | Juan Ayuso Pesquera        | UAE Team Emirates XRG   | 5h 49' 29" |
| 2n | Primož Roglič              | Red Bull-Bora-Hansgrohe | + 0"       |
| 3r | Mikel Landa Meana          | Soudal Quick-Step       | + 2"       |
| 4t | Lenny Martinez             | Bahrain Victorious      | + 4"       |
| 5è | Lennert Van Eetvelt        | Lotto                   | + 4"       |
| 6è | Enric Mas Nicolau          | Movistar Team           | + 4"       |
| 7è | Egan Bernal Gómez          | Ineos Grenadiers        | + 4"       |
| 8è | Harold Martín López        | XDS Astana Team         | + 4"       |
| 9è | Richard Carapaz Montenegro | EF Education-EasyPost   | + 4"       |
| 10è | Adam Yates                 | UAE Team Emirates XRG   | + 4"       |

| \| Classificació general \| Classificació general \| Classificació general \| Classificació general \| Classificació general \| \| Corredor \| Corredor \| Equip \| Temps \| \| \| --------------------- \| -------------------------- \| -------------------------- \| --------------------- \| --------------------- \| \| 1r \| Juan Ayuso Pesquera \| UAE Team Emirates XRG \| 22h 23' 03" \| \| \| 2n \| Primož Roglič \| Red Bull-Bora-Hansgrohe \| + 1" \| \| \| 3r \| Enric Mas Nicolau \| Movistar Team \| + 21" \| \| \| 4t \| Mikel Landa Meana \| Soudal Quick-Step \| + 22" \| \| \| 5è \| Lenny Martinez \| Bahrain Victorious \| + 28" \| \| \| 6è \| Laurens De Plus \| Ineos Grenadiers \| + 59" \| \| \| 7è \| Egan Bernal Gómez \| Ineos Grenadiers \| + 59" \| \| \| 8è \| Lennert Van Eetvelt \| Lotto \| + 1' 10" \| \| \| 9è \| Simon Yates \| Team Visma \\| Lease a Bike \| + 1' 14" \| \| \| 10è \| Richard Carapaz Montenegro \| EF Education-EasyPost \| + 1' 27" \| \| |                            |                            |             |
| |                            |                            |             |
| Font: ProCyclingStats |                            |                            |             |
| Classificació general |                            |                            |             |
| Corredor | Corredor                   | Equip                      | Temps       |
| 1r | Juan Ayuso Pesquera        | UAE Team Emirates XRG      | 22h 23' 03" |
| 2n | Primož Roglič              | Red Bull-Bora-Hansgrohe    | + 1"        |
| 3r | Enric Mas Nicolau          | Movistar Team              | + 21"       |
| 4t | Mikel Landa Meana          | Soudal Quick-Step          | + 22"       |
| 5è | Lenny Martinez             | Bahrain Victorious         | + 28"       |
| 6è | Laurens De Plus            | Ineos Grenadiers           | + 59"       |
| 7è | Egan Bernal Gómez          | Ineos Grenadiers           | + 59"       |
| 8è | Lennert Van Eetvelt        | Lotto                      | + 1' 10"    |
| 9è | Simon Yates                | Team Visma \| Lease a Bike | + 1' 14"    |
| 10è | Richard Carapaz Montenegro | EF Education-EasyPost      | + 1' 27"    |

### Etapa 5
| \| Classificació de l'etapa \| Classificació de l'etapa \| Classificació de l'etapa \| Classificació de l'etapa \| Classificació de l'etapa \| \| Corredor \| Corredor \| Equip \| Temps \| \| \| ------------------------ \| -------------------------- \| ------------------------ \| ------------------------ \| ------------------------ \| \| 1r \| Juan Ayuso Pesquera \| UAE Team Emirates XRG \| 5h 49' 29" \| \| \| 2n \| Primož Roglič \| Red Bull-Bora-Hansgrohe \| + 0" \| \| \| 3r \| Mikel Landa Meana \| Soudal Quick-Step \| + 2" \| \| \| 4t \| Lenny Martinez \| Bahrain Victorious \| + 4" \| \| \| 5è \| Lennert Van Eetvelt \| Lotto \| + 4" \| \| \| 6è \| Enric Mas Nicolau \| Movistar Team \| + 4" \| \| \| 7è \| Egan Bernal Gómez \| Ineos Grenadiers \| + 4" \| \| \| 8è \| Harold Martín López \| XDS Astana Team \| + 4" \| \| \| 9è \| Richard Carapaz Montenegro \| EF Education-EasyPost \| + 4" \| \| \| 10è \| Adam Yates \| UAE Team Emirates XRG \| + 4" \| \| |                            |                         |            |
| |                            |                         |            |
| Font: ProCyclingStats |                            |                         |            |
| Classificació de l'etapa |                            |                         |            |
| Corredor | Corredor                   | Equip                   | Temps      |
| 1r | Juan Ayuso Pesquera        | UAE Team Emirates XRG   | 5h 49' 29" |
| 2n | Primož Roglič              | Red Bull-Bora-Hansgrohe | + 0"       |
| 3r | Mikel Landa Meana          | Soudal Quick-Step       | + 2"       |
| 4t | Lenny Martinez             | Bahrain Victorious      | + 4"       |
| 5è | Lennert Van Eetvelt        | Lotto                   | + 4"       |
| 6è | Enric Mas Nicolau          | Movistar Team           | + 4"       |
| 7è | Egan Bernal Gómez          | Ineos Grenadiers        | + 4"       |
| 8è | Harold Martín López        | XDS Astana Team         | + 4"       |
| 9è | Richard Carapaz Montenegro | EF Education-EasyPost   | + 4"       |
| 10è | Adam Yates                 | UAE Team Emirates XRG   | + 4"       |

| \| Classificació general \| Classificació general \| Classificació general \| Classificació general \| Classificació general \| \| Corredor \| Corredor \| Equip \| Temps \| \| \| --------------------- \| -------------------------- \| -------------------------- \| --------------------- \| --------------------- \| \| 1r \| Juan Ayuso Pesquera \| UAE Team Emirates XRG \| 22h 48' 07" \| \| \| 2n \| Primož Roglič \| Red Bull-Bora-Hansgrohe \| + 1" \| \| \| 3r \| Enric Mas Nicolau \| Movistar Team \| + 21" \| \| \| 4t \| Mikel Landa Meana \| Soudal Quick-Step \| + 22" \| \| \| 5è \| Lenny Martinez \| Bahrain Victorious \| + 28" \| \| \| 6è \| Laurens De Plus \| Ineos Grenadiers \| + 59" \| \| \| 7è \| Egan Bernal Gómez \| Ineos Grenadiers \| + 59" \| \| \| 8è \| Lennert Van Eetvelt \| Lotto \| + 1' 10" \| \| \| 9è \| Simon Yates \| Team Visma \\| Lease a Bike \| + 1' 14" \| \| \| 10è \| Richard Carapaz Montenegro \| EF Education-EasyPost \| + 1' 27" \| \| |                            |                            |             |
| |                            |                            |             |
| Font: ProCyclingStats |                            |                            |             |
| Classificació general |                            |                            |             |
| Corredor | Corredor                   | Equip                      | Temps       |
| 1r | Juan Ayuso Pesquera        | UAE Team Emirates XRG      | 22h 48' 07" |
| 2n | Primož Roglič              | Red Bull-Bora-Hansgrohe    | + 1"        |
| 3r | Enric Mas Nicolau          | Movistar Team              | + 21"       |
| 4t | Mikel Landa Meana          | Soudal Quick-Step          | + 22"       |
| 5è | Lenny Martinez             | Bahrain Victorious         | + 28"       |
| 6è | Laurens De Plus            | Ineos Grenadiers           | + 59"       |
| 7è | Egan Bernal Gómez          | Ineos Grenadiers           | + 59"       |
| 8è | Lennert Van Eetvelt        | Lotto                      | + 1' 10"    |
| 9è | Simon Yates                | Team Visma \| Lease a Bike | + 1' 14"    |
| 10è | Richard Carapaz Montenegro | EF Education-EasyPost      | + 1' 27"    |

### Etapa 6
| \| Classificació de l'etapa \| Classificació de l'etapa \| Classificació de l'etapa \| Classificació de l'etapa \| Classificació de l'etapa \| \| Corredor \| Corredor \| Equip \| Temps \| \| \| ------------------------ \| -------------------------- \| ------------------------ \| ------------------------ \| ------------------------ \| \| 1r \| Juan Ayuso Pesquera \| UAE Team Emirates XRG \| 5h 49' 29" \| \| \| 2n \| Primož Roglič \| Red Bull-Bora-Hansgrohe \| + 0" \| \| \| 3r \| Mikel Landa Meana \| Soudal Quick-Step \| + 2" \| \| \| 4t \| Lenny Martinez \| Bahrain Victorious \| + 4" \| \| \| 5è \| Lennert Van Eetvelt \| Lotto \| + 4" \| \| \| 6è \| Enric Mas Nicolau \| Movistar Team \| + 4" \| \| \| 7è \| Egan Bernal Gómez \| Ineos Grenadiers \| + 4" \| \| \| 8è \| Harold Martín López \| XDS Astana Team \| + 4" \| \| \| 9è \| Richard Carapaz Montenegro \| EF Education-EasyPost \| + 4" \| \| \| 10è \| Adam Yates \| UAE Team Emirates XRG \| + 4" \| \| |                            |                         |            |
| |                            |                         |            |
| Font: ProCyclingStats |                            |                         |            |
| Classificació de l'etapa |                            |                         |            |
| Corredor | Corredor                   | Equip                   | Temps      |
| 1r | Juan Ayuso Pesquera        | UAE Team Emirates XRG   | 5h 49' 29" |
| 2n | Primož Roglič              | Red Bull-Bora-Hansgrohe | + 0"       |
| 3r | Mikel Landa Meana          | Soudal Quick-Step       | + 2"       |
| 4t | Lenny Martinez             | Bahrain Victorious      | + 4"       |
| 5è | Lennert Van Eetvelt        | Lotto                   | + 4"       |
| 6è | Enric Mas Nicolau          | Movistar Team           | + 4"       |
| 7è | Egan Bernal Gómez          | Ineos Grenadiers        | + 4"       |
| 8è | Harold Martín López        | XDS Astana Team         | + 4"       |
| 9è | Richard Carapaz Montenegro | EF Education-EasyPost   | + 4"       |
| 10è | Adam Yates                 | UAE Team Emirates XRG   | + 4"       |

## Classificacions finals

### Classificació general
| \| Classificació general \| Classificació general \| Classificació general \| Classificació general \| Classificació general \| \| Corredor \| Corredor \| Equip \| Temps \| \| \| --------------------- \| -------------------------- \| -------------------------- \| --------------------- \| --------------------- \| \| 1r \| Primož Roglič \| Red Bull-Bora-Hansgrohe \| 24h 46' 21" \| \| \| 2n \| Juan Ayuso Pesquera \| UAE Team Emirates XRG \| + 28" \| \| \| 3r \| Enric Mas Nicolau \| Movistar Team \| + 53" \| \| \| 4t \| Mikel Landa Meana \| Soudal Quick-Step \| + 54" \| \| \| 5è \| Lenny Martinez \| Bahrain Victorious \| + 1' 00" \| \| \| 6è \| Laurens De Plus \| Ineos Grenadiers \| + 1' 20" \| \| \| 7è \| Egan Bernal Gómez \| Ineos Grenadiers \| + 1' 31" \| \| \| 8è \| Lennert Van Eetvelt \| Lotto \| + 1' 33" \| \| \| 9è \| Simon Yates \| Team Visma \\| Lease a Bike \| + 1' 46" \| \| \| 10è \| Richard Carapaz Montenegro \| EF Education-EasyPost \| + 1' 59" \| \| |                            |                            |             |
| |                            |                            |             |
| Font: ProCyclingStats |                            |                            |             |
| Classificació general |                            |                            |             |
| Corredor | Corredor                   | Equip                      | Temps       |
| 1r | Primož Roglič              | Red Bull-Bora-Hansgrohe    | 24h 46' 21" |
| 2n | Juan Ayuso Pesquera        | UAE Team Emirates XRG      | + 28"       |
| 3r | Enric Mas Nicolau          | Movistar Team              | + 53"       |
| 4t | Mikel Landa Meana          | Soudal Quick-Step          | + 54"       |
| 5è | Lenny Martinez             | Bahrain Victorious         | + 1' 00"    |
| 6è | Laurens De Plus            | Ineos Grenadiers           | + 1' 20"    |
| 7è | Egan Bernal Gómez          | Ineos Grenadiers           | + 1' 31"    |
| 8è | Lennert Van Eetvelt        | Lotto                      | + 1' 33"    |
| 9è | Simon Yates                | Team Visma \| Lease a Bike | + 1' 46"    |
| 10è | Richard Carapaz Montenegro | EF Education-EasyPost      | + 1' 59"    |

| Classificació per punts | Classificació per punts | Classificació per punts | Classificació per punts | Classificació per punts |
| Corredor                | Corredor                | Equip                   | Punts                   |                         |
| ----------------------- | ----------------------- | ----------------------- | ----------------------- | ----------------------- |
| 1r                      | Primož Roglič           | Red Bull-Bora-Hansgrohe | 34 pts                  |                         |
| 2n                      | Juan Ayuso Pesquera     | UAE Team Emirates XRG   | 25 pts                  |                         |
| 3r                      | Quinn Simmons           | Lidl-Trek               | 10 pts                  |                         |
| 4t                      | Ethan Vernon            | Israel-Premier Tech     | 10 pts                  |                         |
| 5è                      | Pavel Bittner           | Team Picnic-PostNL      | 10 pts                  |                         |
| 6è                      | Diego Uriarte           | Equipo Kern Pharma      | 8 pts                   |                         |
| 7è                      | Enric Mas Nicolau       | Movistar Team           | 7 pts                   |                         |
| 8è                      | Mats Wenzel             | Equipo Kern Pharma      | 6 pts                   |                         |
| 9è                      | Jan Castellon           | Caja Rural-Seguros RGA  | 6 pts                   |                         |
| 10è                     | Laurens De Plus         | Ineos Grenadiers        | 6 pts                   |                         |

| Classificació per punts | Classificació per punts | Classificació per punts | Classificació per punts | Classificació per punts |
| Corredor                | Corredor                | Equip                   | Punts                   |                         |
| ----------------------- | ----------------------- | ----------------------- | ----------------------- | ----------------------- |
| 1r                      | Primož Roglič           | Red Bull-Bora-Hansgrohe | 34 pts                  |                         |
| 2n                      | Juan Ayuso Pesquera     | UAE Team Emirates XRG   | 25 pts                  |                         |
| 3r                      | Quinn Simmons           | Lidl-Trek               | 10 pts                  |                         |
| 4t                      | Ethan Vernon            | Israel-Premier Tech     | 10 pts                  |                         |
| 5è                      | Pavel Bittner           | Team Picnic-PostNL      | 10 pts                  |                         |
| 6è                      | Diego Uriarte           | Equipo Kern Pharma      | 8 pts                   |                         |
| 7è                      | Enric Mas Nicolau       | Movistar Team           | 7 pts                   |                         |
| 8è                      | Mats Wenzel             | Equipo Kern Pharma      | 6 pts                   |                         |
| 9è                      | Jan Castellon           | Caja Rural-Seguros RGA  | 6 pts                   |                         |
| 10è                     | Laurens De Plus         | Ineos Grenadiers        | 6 pts                   |                         |

| Classificació de la muntanya | Classificació de la muntanya | Classificació de la muntanya | Classificació de la muntanya | Classificació de la muntanya |
| Corredor                     | Corredor                     | Equip                        | Punts                        |                              |
| ---------------------------- | ---------------------------- | ---------------------------- | ---------------------------- | ---------------------------- |
| 1r                           | Primož Roglič                | Red Bull-Bora-Hansgrohe      | 36 pts                       |                              |
| 2n                           | Mats Wenzel                  | Equipo Kern Pharma           | 36 pts                       |                              |
| 3r                           | Bruno Armirail               | Decathlon-AG2R La Mondiale   | 33 pts                       |                              |
| 4t                           | Juan Ayuso Pesquera          | UAE Team Emirates XRG        | 22 pts                       |                              |
| 5è                           | Alex Molenaar                | Caja Rural-Seguros RGA       | 18 pts                       |                              |
| 6è                           | Danny van der Tuuk           | Euskaltel-Euskadi            | 16 pts                       |                              |
| 7è                           | Lorenzo Germani              | Groupama-FDJ                 | 16 pts                       |                              |
| 8è                           | Mario Aparicio               | Burgos-Burpellet-BH          | 12 pts                       |                              |
| 9è                           | Pablo Torres                 | UAE Team Emirates XRG        | 12 pts                       |                              |
| 10è                          | Enric Mas Nicolau            | Movistar Team                | 9 pts                        |                              |

| Classificació de la muntanya | Classificació de la muntanya | Classificació de la muntanya | Classificació de la muntanya | Classificació de la muntanya |
| Corredor                     | Corredor                     | Equip                        | Punts                        |                              |
| ---------------------------- | ---------------------------- | ---------------------------- | ---------------------------- | ---------------------------- |
| 1r                           | Primož Roglič                | Red Bull-Bora-Hansgrohe      | 36 pts                       |                              |
| 2n                           | Mats Wenzel                  | Equipo Kern Pharma           | 36 pts                       |                              |
| 3r                           | Bruno Armirail               | Decathlon-AG2R La Mondiale   | 33 pts                       |                              |
| 4t                           | Juan Ayuso Pesquera          | UAE Team Emirates XRG        | 22 pts                       |                              |
| 5è                           | Alex Molenaar                | Caja Rural-Seguros RGA       | 18 pts                       |                              |
| 6è                           | Danny van der Tuuk           | Euskaltel-Euskadi            | 16 pts                       |                              |
| 7è                           | Lorenzo Germani              | Groupama-FDJ                 | 16 pts                       |                              |
| 8è                           | Mario Aparicio               | Burgos-Burpellet-BH          | 12 pts                       |                              |
| 9è                           | Pablo Torres                 | UAE Team Emirates XRG        | 12 pts                       |                              |
| 10è                          | Enric Mas Nicolau            | Movistar Team                | 9 pts                        |                              |

| Classificació del millor jove | Classificació del millor jove | Classificació del millor jove | Classificació del millor jove | Classificació del millor jove |
| Corredor                      | Corredor                      | Equip                         | Temps                         |                               |
| ----------------------------- | ----------------------------- | ----------------------------- | ----------------------------- | ----------------------------- |
| 1r                            | Juan Ayuso Pesquera           | UAE Team Emirates XRG         | 24h 46' 49"                   |                               |
| 2n                            | Lenny Martinez                | Bahrain Victorious            | + 32"                         |                               |
| 3r                            | Matthew Riccitello            | Israel-Premier Tech           | + 1' 32"                      |                               |
| 4t                            | Junior Lecerf                 | Soudal Quick-Step             | + 1' 45"                      |                               |
| 5è                            | Giulio Pellizzari             | Red Bull-Bora-Hansgrohe       | + 1' 52"                      |                               |
| 6è                            | Pablo Torres                  | UAE Team Emirates XRG         | + 7' 38"                      |                               |
| 7è                            | Jaume Guardeño Romá           | Caja Rural-Seguros RGA        | + 9' 51"                      |                               |
| 8è                            | Brieuc Rolland                | Groupama-FDJ                  | + 11' 01"                     |                               |
| 9è                            | Embret Svestad-Bårdseng       | Arkéa-B&B Hotels              | + 12' 06"                     |                               |
| 10è                           | Gianmarco Garofoli            | Soudal Quick-Step             | + 19' 23"                     |                               |

| Classificació del millor jove | Classificació del millor jove | Classificació del millor jove | Classificació del millor jove | Classificació del millor jove |
| Corredor                      | Corredor                      | Equip                         | Temps                         |                               |
| ----------------------------- | ----------------------------- | ----------------------------- | ----------------------------- | ----------------------------- |
| 1r                            | Juan Ayuso Pesquera           | UAE Team Emirates XRG         | 24h 46' 49"                   |                               |
| 2n                            | Lenny Martinez                | Bahrain Victorious            | + 32"                         |                               |
| 3r                            | Matthew Riccitello            | Israel-Premier Tech           | + 1' 32"                      |                               |
| 4t                            | Junior Lecerf                 | Soudal Quick-Step             | + 1' 45"                      |                               |
| 5è                            | Giulio Pellizzari             | Red Bull-Bora-Hansgrohe       | + 1' 52"                      |                               |
| 6è                            | Pablo Torres                  | UAE Team Emirates XRG         | + 7' 38"                      |                               |
| 7è                            | Jaume Guardeño Romá           | Caja Rural-Seguros RGA        | + 9' 51"                      |                               |
| 8è                            | Brieuc Rolland                | Groupama-FDJ                  | + 11' 01"                     |                               |
| 9è                            | Embret Svestad-Bårdseng       | Arkéa-B&B Hotels              | + 12' 06"                     |                               |
| 10è                           | Gianmarco Garofoli            | Soudal Quick-Step             | + 19' 23"                     |                               |

| Classificació per equips | Classificació per equips        | Classificació per equips | Classificació per equips |
| Equip                    | Equip                           | Temps                    |                          |
| ------------------------ | ------------------------------- | ------------------------ | ------------------------ |
| 1r                       | Team Visma \| Lease a Bike      | 74h 26' 13"              |                          |
| 2n                       | XDS Astana Team                 | + 48"                    |                          |
| 3r                       | Red Bull-BORA-hansgrohe         | + 1' 58"                 |                          |
| 4t                       | Ineos Grenadiers                | + 3' 47"                 |                          |
| 5è                       | UAE Team Emirates XRG           | + 5' 38"                 |                          |
| 6è                       | Burgos-Burpellet-BH             | + 7' 12"                 |                          |
| 7è                       | Soudal Quick-Step               | + 8' 14"                 |                          |
| 8è                       | Decathlon AG2R La Mondiale Team | + 11' 13"                |                          |
| 9è                       | EF Education-EasyPost           | + 17' 39"                |                          |
| 10è                      | Lidl-Trek                       | + 19' 28"                |                          |

| Classificació per equips | Classificació per equips        | Classificació per equips | Classificació per equips |
| Equip                    | Equip                           | Temps                    |                          |
| ------------------------ | ------------------------------- | ------------------------ | ------------------------ |
| 1r                       | Team Visma \| Lease a Bike      | 74h 26' 13"              |                          |
| 2n                       | XDS Astana Team                 | + 48"                    |                          |
| 3r                       | Red Bull-BORA-hansgrohe         | + 1' 58"                 |                          |
| 4t                       | Ineos Grenadiers                | + 3' 47"                 |                          |
| 5è                       | UAE Team Emirates XRG           | + 5' 38"                 |                          |
| 6è                       | Burgos-Burpellet-BH             | + 7' 12"                 |                          |
| 7è                       | Soudal Quick-Step               | + 8' 14"                 |                          |
| 8è                       | Decathlon AG2R La Mondiale Team | + 11' 13"                |                          |
| 9è                       | EF Education-EasyPost           | + 17' 39"                |                          |
| 10è                      | Lidl-Trek                       | + 19' 28"                |                          |

## Evolució dels rànquings
| Etapa    |                   | Vencedor _          | Classificació general | Punts               | Muntanya           | Joves               | Combativitat              | Equip                      |
| -------- | ----------------- | ------------------- | --------------------- | ------------------- | ------------------ | ------------------- | ------------------------- | -------------------------- |
| 1a etapa | etapa accidentada | Matthew Brennan     | Matthew Brennan       | Matthew Brennan     | Danny van der Tuuk | Matthew Brennan     | Jan Castellon             | Alpecin-Deceuninck         |
| 2a etapa | etapa plana       | Ethan Vernon        | Matthew Brennan       | Matthew Brennan     | Danny van der Tuuk | Matthew Brennan     | Diego Uriarte             | Alpecin-Deceuninck         |
| 3a etapa | etapa de muntanya | Juan Ayuso Pesquera | Juan Ayuso Pesquera   | Matthew Brennan     | Bruno Armirail     | Juan Ayuso Pesquera | Alex Molenaar             | UAE Team Emirates XRG      |
| 4a etapa | etapa de muntanya | Primož Roglič       | Primož Roglič         | Primož Roglič       | Bruno Armirail     | Juan Ayuso Pesquera | Eric Fagúndez             | XDS Astana Team            |
| 5a etapa | etapa plana       | Matthew Brennan     | Juan Ayuso Pesquera   | Matthew Brennan     | Bruno Armirail     | Juan Ayuso Pesquera | Jokin Murguialday         | Team Visma \| Lease a Bike |
| 6a etapa | etapa plana       | Quinn Simmons       | Juan Ayuso Pesquera   | Juan Ayuso Pesquera | Bruno Armirail     | Juan Ayuso Pesquera | Carlos Verona Quintanilla | Team Visma \| Lease a Bike |
| 7a etapa | etapa accidentada | Primož Roglič       | Primož Roglič         | Primož Roglič       | Primož Roglič      | Juan Ayuso Pesquera | Mats Wenzel               | Team Visma \| Lease a Bike |
| Final    | Final             |                     | Primož Roglič         | Primož Roglič       | Primož Roglič      | Juan Ayuso Pesquera | no atribuïda              | Team Visma \| Lease a Bike |

## Llista de participants
Els ciclistes més destacats que prengueren la sortida foren el tetracampió de la Volta ciclista a Espanya i campió del Giro i de la Volta de 2023, Primož Roglič (Red Bull-Bora-Hansgrohe), Marc Soler, Juan Ayuso i Adam Yates (UAE Team Emirates XRG), Sepp Kuss i Simon Yates (Team Visma-Lease a Bike), Geraint Thomas (Ineos Grenadiers), Enric Mas (Movistar Team) o Mikel Landa (Soudal Quick-Step) entre altres.
| UAE Team Emirates XRG UAD                             | UAE Team Emirates XRG UAD  | UAE Team Emirates XRG UAD |
| ----------------------------------------------------- | -------------------------- | ------------------------- |
| Núm                                                   | Ciclista                   | Pos                       |
| 1                                                     | Marc Soler i Giménez (ESP) | 26è                       |
| 2                                                     | Adam Yates (GBR)           | 32è                       |
| 3                                                     | Juan Ayuso Pesquera (ESP)  | 2n                        |
| 4                                                     | Pàvel Sivakov (FRA)        | DNF-7                     |
| 5                                                     | Pablo Torres (ESP)         | 28è                       |
| 6                                                     | Domen Novak (SLO) (ruta)   | DNF-7                     |
| 7                                                     | Julius Johansen (DEN)      | 116è                      |
| Director esportiu: Fabrizio Guidi, Tomás Gil Martínez |                            |                           |

| Team Visma \| Lease a Bike TVL              | Team Visma \| Lease a Bike TVL | Team Visma \| Lease a Bike TVL |
| ------------------------------------------- | ------------------------------ | ------------------------------ |
| Núm                                         | Ciclista                       | Pos                            |
| 11                                          | Sepp Kuss (USA)                | 23è                            |
| 12                                          | Wilco Kelderman (NED)          | 21è                            |
| 13                                          | Simon Yates (GBR)              | 9è                             |
| 14                                          | Bart Lemmen (NED)              | DNF-4                          |
| 15                                          | Matthew Brennan (GBR)          | NP-6                           |
| 16                                          | Menno Huising (NED)            | 60è                            |
| 17                                          | Steven Kruijswijk (NED)        | DNF-7                          |
| Director esportiu: Frans Maassen, Marc Reef |                                |                                |

| Soudal Quick-Step SOQ                              | Soudal Quick-Step SOQ        | Soudal Quick-Step SOQ |
| -------------------------------------------------- | ---------------------------- | --------------------- |
| Núm                                                | Ciclista                     | Pos                   |
| 21                                                 | Mikel Landa Meana (ESP)      | 4t                    |
| 22                                                 | Valentin Paret-Peintre (FRA) | DNF-4                 |
| 23                                                 | Junior Lecerf (BEL)          | 14è                   |
| 24                                                 | Ethan Hayter (GBR) (ruta)    | 104è                  |
| 25                                                 | Gianmarco Garofoli (ITA)     | 44è                   |
| 26                                                 | James Knox (GBR)             | 50è                   |
| 27                                                 | Pieter Serry (BEL)           | 80è                   |
| Director esportiu: Geert Van Bondt, Klaas Lodewyck |                              |                       |

| Lidl-Trek LTK                                   | Lidl-Trek LTK                   | Lidl-Trek LTK |
| ----------------------------------------------- | ------------------------------- | ------------- |
| Núm                                             | Ciclista                        | Pos           |
| 31                                              | Quinn Simmons (USA)             | 67è           |
| 32                                              | Juan Pedro López (ESP)          | 15è           |
| 33                                              | Carlos Verona Quintanilla (ESP) | 47è           |
| 34                                              | Sam Oomen (NED)                 | 42è           |
| 35                                              | Tao Geoghegan Hart (GBR)        | NP-2          |
| 36                                              | Lennard Kämna (GER)             | 64è           |
| 37                                              | Amanuel Gebrezgabihier (ERI)    | 57è           |
| Director esportiu: Maxime Monfort, Kim Andersen |                                 |               |

| Red Bull-Bora-Hansgrohe RBH                                         | Red Bull-Bora-Hansgrohe RBH  | Red Bull-Bora-Hansgrohe RBH |
| ------------------------------------------------------------------- | ---------------------------- | --------------------------- |
| Núm                                                                 | Ciclista                     | Pos                         |
| 41                                                                  | Primož Roglič (SLO)          | 1r                          |
| 42                                                                  | Jan Tratnik (SLO)            | 90è                         |
| 43                                                                  | Giulio Pellizzari (ITA)      | 16è                         |
| 44                                                                  | Giovanni Aleotti (ITA)       | 36è                         |
| 45                                                                  | Frederik Wandahl (DEN)       | 68è                         |
| 46                                                                  | Alexander Hajek (AUT) (ruta) | 85è                         |
| 47                                                                  | Nico Denz (GER)              | 106è                        |
| Director esportiu: Francisco Javier Vila Errandonea, Shane Archbold |                              |                             |

| Decathlon-AG2R La Mondiale DAT                                | Decathlon-AG2R La Mondiale DAT | Decathlon-AG2R La Mondiale DAT |
| ------------------------------------------------------------- | ------------------------------ | ------------------------------ |
| Núm                                                           | Ciclista                       | Pos                            |
| 51                                                            | Felix Gall (AUT)               | NP-6                           |
| 52                                                            | Dorian Godon (FRA)             | 54è                            |
| 53                                                            | Andrea Vendrame (ITA)          | 73è                            |
| 54                                                            | Clément Berthet (FRA)          | 53è                            |
| 55                                                            | Bruno Armirail (FRA)           | 65è                            |
| 56                                                            | Johannes Staune-Mittet (NOR)   | 56è                            |
| 57                                                            | Geoffrey Bouchard (FRA)        | 46è                            |
| Director esportiu: Sébastien Joly, José Luis Arrieta Lujambio |                                |                                |

| Ineos Grenadiers IGD                                       | Ineos Grenadiers IGD           | Ineos Grenadiers IGD |
| ---------------------------------------------------------- | ------------------------------ | -------------------- |
| Núm                                                        | Ciclista                       | Pos                  |
| 61                                                         | Geraint Thomas (GBR)           | 45è                  |
| 62                                                         | Egan Bernal Gómez (COL) (ruta) | 7è                   |
| 63                                                         | Laurens De Plus (BEL)          | 6è                   |
| 64                                                         | Axel Laurance (FRA)            | 83è                  |
| 65                                                         | Michael Leonard (CAN)          | 103è                 |
| 66                                                         | Lucas Hamilton (AUS)           | 105è                 |
| 67                                                         | Omar Fraile Matarranz (ESP)    | 84è                  |
| Director esportiu: Zakkari Dempster, Xabier Zandio Echaide |                                |                      |

| Alpecin-Deceuninck ADC                          | Alpecin-Deceuninck ADC  | Alpecin-Deceuninck ADC |
| ----------------------------------------------- | ----------------------- | ---------------------- |
| Núm                                             | Ciclista                | Pos                    |
| 71                                              | Kaden Groves (AUS)      | DNF-4                  |
| 72                                              | Quinten Hermans (BEL)   | NP-4                   |
| 73                                              | Tibor Del Grosso (NED)  | NP-7                   |
| 74                                              | Stan Van Tricht (BEL)   | DNF-3                  |
| 75                                              | Gal Glivar (SLO)        | NP-4                   |
| 76                                              | Edward Planckaert (BEL) | 86è                    |
| 77                                              | Jimmy Janssens (BEL)    | DNF-7                  |
| Director esportiu: Gianni Meersman, Luuc Bugter |                         |                        |

| Groupama-FDJ GFC                                     | Groupama-FDJ GFC           | Groupama-FDJ GFC |
| ---------------------------------------------------- | -------------------------- | ---------------- |
| Núm                                                  | Ciclista                   | Pos              |
| 81                                                   | Rudy Molard (FRA)          | 74è              |
| 82                                                   | Brieuc Rolland (FRA)       | 34è              |
| 83                                                   | Rémy Rochas (FRA)          | DNF-7            |
| 84                                                   | Tom Donnenwirth (FRA)      | 118è             |
| 85                                                   | Clément Braz Alfonso (FRA) | 39è              |
| 86                                                   | Enzo Paleni (FRA)          | 79è              |
| 87                                                   | Lorenzo Germani (ITA)      | 48è              |
| Director esportiu: Stéphane Goubert, Jussi Veikkanen |                            |                  |

| EF Education-EasyPost EFE                             | EF Education-EasyPost EFE        | EF Education-EasyPost EFE |
| ----------------------------------------------------- | -------------------------------- | ------------------------- |
| Núm                                                   | Ciclista                         | Pos                       |
| 91                                                    | Richard Carapaz Montenegro (ECU) | 10è                       |
| 92                                                    | Marijn van den Berg (NED)        | NP-6                      |
| 93                                                    | Georg Steinhauser (GER)          | 55è                       |
| 94                                                    | Esteban Chaves Rubio (COL)       | 30è                       |
| 95                                                    | Darren Rafferty (IRL) (ruta)     | 87è                       |
| 96                                                    | Hugh Carthy (GBR)                | DNF-4                     |
| 97                                                    | James Shaw (GBR)                 | 82è                       |
| Director esportiu: Tejay van Garderen, Matti Breschel |                                  |                           |

| Movistar Team MOV                                                     | Movistar Team MOV           | Movistar Team MOV |
| --------------------------------------------------------------------- | --------------------------- | ----------------- |
| Núm                                                                   | Ciclista                    | Pos               |
| 101                                                                   | Enric Mas Nicolau (ESP)     | 3r                |
| 102                                                                   | Gregor Mühlberger (AUT)     | 70è               |
| 103                                                                   | Nairo Quintana Rojas (COL)  | 19è               |
| 104                                                                   | William Barta (USA)         | DNF-7             |
| 105                                                                   | Antonio Pedrero López (ESP) | 75è               |
| 106                                                                   | Michel Hessmann (GER)       | 89è               |
| 107                                                                   | Albert Torres Barceló (ESP) | DNF-7             |
| Director esportiu: José Joaquín Rojas Gil, José Vicente García Acosta |                             |                   |

| Team Jayco AlUla JAY                                   | Team Jayco AlUla JAY          | Team Jayco AlUla JAY |
| ------------------------------------------------------ | ----------------------------- | -------------------- |
| Núm                                                    | Ciclista                      | Pos                  |
| 111                                                    | Ben O'Connor (AUS)            | 12è                  |
| 112                                                    | Anders Foldager (DEN)         | 107è                 |
| 113                                                    | Koen Bouwman (NED)            | 96è                  |
| 114                                                    | Welay Berehe (ETH)            | DNF-4                |
| 115                                                    | Alessandro De Marchi (ITA)    | 110è                 |
| 116                                                    | Asbjørn Hellemose (DEN)       | 69è                  |
| 117                                                    | Christopher Juul-Jensen (DEN) | 94è                  |
| Director esportiu: Steven Cummings, Rafael Valls Ferri |                               |                      |

| Intermarché-Wanty IWA                                  | Intermarché-Wanty IWA   | Intermarché-Wanty IWA |
| ------------------------------------------------------ | ----------------------- | --------------------- |
| Núm                                                    | Ciclista                | Pos                   |
| 121                                                    | Kamiel Bonneu (BEL)     | NP-1                  |
| 122                                                    | Louis Meintjes (RSA)    | 40è                   |
| 123                                                    | Dion Smith (NZL)        | 66è                   |
| 124                                                    | Dries De Pooter (BEL)   | NP-4                  |
| 125                                                    | Alexy Faure Prost (FRA) | 91è                   |
| 126                                                    | Kevin Colleoni (ITA)    | 98è                   |
| 127                                                    | Tom Paquot (BEL)        | DNF-7                 |
| Director esportiu: Steven De Neef, Sébastien Demarbaix |                         |                       |

| Team Picnic-PostNL TPP                                | Team Picnic-PostNL TPP    | Team Picnic-PostNL TPP |
| ----------------------------------------------------- | ------------------------- | ---------------------- |
| Núm                                                   | Ciclista                  | Pos                    |
| 131                                                   | Pavel Bittner (CZE)       | 93è                    |
| 132                                                   | Frank van den Broek (NED) | 77è                    |
| 133                                                   | Nils Eekhoff (NED)        | NP-6                   |
| 134                                                   | Patrick Eddy (AUS)        | DNF-7                  |
| 135                                                   | Robbe Dhondt (BEL)        | 119è                   |
| 136                                                   | Timo Roosen (NED)         | DNF-7                  |
| 137                                                   | Romain Combaud (FRA)      | 112è                   |
| Director esportiu: Pim Ligthart, Christian Guiberteau |                           |                        |

| Bahrain Victorious TBV                                       | Bahrain Victorious TBV  | Bahrain Victorious TBV |
| ------------------------------------------------------------ | ----------------------- | ---------------------- |
| Núm                                                          | Ciclista                | Pos                    |
| 141                                                          | Lenny Martinez (FRA)    | 5è                     |
| 142                                                          | Matevž Govekar (SLO)    | DNF-7                  |
| 143                                                          | Afonso Eulálio (POR)    | 61è                    |
| 144                                                          | Rainer Kepplinger (AUT) | DNF-3                  |
| 145                                                          | Finlay Pickering (GBR)  | NP-4                   |
| 146                                                          | Fran Miholjević (CRO)   | 102è                   |
| 147                                                          | Nicolò Buratti (ITA)    | DNF-7                  |
| Director esportiu: Franco Pellizotti, Xavier Florencio Cabré |                         |                        |

| Arkéa-B&B Hotels ARK            | Arkéa-B&B Hotels ARK            | Arkéa-B&B Hotels ARK |
| ------------------------------- | ------------------------------- | -------------------- |
| Núm                             | Ciclista                        | Pos                  |
| 151                             | Cristián Rodríguez Martín (ESP) | 24è                  |
| 152                             | Michel Ries (LUX)               | 33è                  |
| 153                             | Embret Svestad-Bårdseng (NOR)   | 35è                  |
| 154                             | Louis Rouland (FRA)             | 109è                 |
| 155                             | Victor Guernalec (FRA)          | 99è                  |
| 156                             | Élie Gesbert (FRA)              | DNF-3                |
| 157                             | Laurens Huys (BEL)              | DNF-3                |
| Director esportiu: Roger Tréhin |                                 |                      |

| Cofidis COF                                                      | Cofidis COF                    | Cofidis COF |
| ---------------------------------------------------------------- | ------------------------------ | ----------- |
| Núm                                                              | Ciclista                       | Pos         |
| 161                                                              | Stanisław Aniołkowski (POL)    | NP-4        |
| 162                                                              | Sylvain Moniquet (BEL)         | 108è        |
| 163                                                              | Emanuel Buchmann (GER)         | 22è         |
| 164                                                              | Jesús Herrada López (ESP)      | 72è         |
| 165                                                              | Jonathan Lastra Martínez (ESP) | DNF-7       |
| 166                                                              | Nolann Mahoudo (FRA)           | DNF-2       |
| 167                                                              | Hugo Toumire (FRA)             | 120è        |
| Director esportiu: Gorka Gerrikagoitia Arrien, Yvonnick Bolgiani |                                |             |

| XDS Astana Team XAT                                 | XDS Astana Team XAT          | XDS Astana Team XAT |
| --------------------------------------------------- | ---------------------------- | ------------------- |
| Núm                                                 | Ciclista                     | Pos                 |
| 171                                                 | Lorenzo Fortunato (ITA)      | 20è                 |
| 172                                                 | Henok Mulubrhan (ERI) (ruta) | 88è                 |
| 173                                                 | Wout Poels (NED)             | 18è                 |
| 174                                                 | Harold Martín López (ECU)    | 13è                 |
| 175                                                 | Darren van Bekkum (NED)      | 52è                 |
| 176                                                 | Su Haoyu (CHN)               | DNF-3               |
| 177                                                 | Ide Schelling (NED)          | NP-7                |
| Director esportiu: Dmitri Fofónov, Bruno Cenghialta |                              |                     |

| Lotto LOT                                    | Lotto LOT                   | Lotto LOT |
| -------------------------------------------- | --------------------------- | --------- |
| Núm                                          | Ciclista                    | Pos       |
| 181                                          | Lennert Van Eetvelt (BEL)   | 8è        |
| 182                                          | Logan Currie (NZL)          | 76è       |
| 183                                          | Eduardo Sepúlveda (ARG)     | 51è       |
| 184                                          | Reuben Thompson (NZL)       | 41è       |
| 185                                          | Henri Vandenabeele (BEL)    | DNF-3     |
| 186                                          | Jonas Gregaard Wilsly (DEN) | 113è      |
| 187                                          | Jarrad Drizners (AUS)       | DNF-7     |
| Director esportiu: Mario Aerts, Marc Wauters |                             |           |

| Israel-Premier Tech IPT                               | Israel-Premier Tech IPT  | Israel-Premier Tech IPT |
| ----------------------------------------------------- | ------------------------ | ----------------------- |
| Núm                                                   | Ciclista                 | Pos                     |
| 191                                                   | Corbin Strong (NZL)      | 49è                     |
| 192                                                   | Matthew Riccitello (USA) | 11è                     |
| 193                                                   | George Bennett (NZL)     | 25è                     |
| 194                                                   | Ethan Vernon (GBR)       | 92è                     |
| 195                                                   | Nick Schultz (AUS)       | 100è                    |
| 196                                                   | Itamar Einhorn (ISR)     | DNF-7                   |
| 197                                                   | Simon Clarke (AUS)       | NP-2                    |
| Director esportiu: Óscar Guerrero, Alexander Cataford |                          |                         |

| Caja Rural-Seguros RGA CJR                           | Caja Rural-Seguros RGA CJR     | Caja Rural-Seguros RGA CJR |
| ---------------------------------------------------- | ------------------------------ | -------------------------- |
| Núm                                                  | Ciclista                       | Pos                        |
| 201                                                  | Alex Molenaar (NED)            | 81è                        |
| 202                                                  | Jaume Guardeño Romá (ESP)      | 31è                        |
| 203                                                  | Abel Balderstone Roumens (ESP) | 101è                       |
| 204                                                  | Daniel Babor (CZE)             | DNF-7                      |
| 205                                                  | Sebastian Berwick (AUS)        | DNF-7                      |
| 206                                                  | Calum Johnston (GBR)           | 111è                       |
| 207                                                  | Jan Castellon (ESP)            | 121è                       |
| Director esportiu: Aritz Bagües, Juan Carlos Vázquez |                                |                            |

| Equipo Kern Pharma EKP                   | Equipo Kern Pharma EKP        | Equipo Kern Pharma EKP |
| ---------------------------------------- | ----------------------------- | ---------------------- |
| Núm                                      | Ciclista                      | Pos                    |
| 211                                      | Pau Miquel Delgado (ESP)      | 59è                    |
| 212                                      | Urko Berrade (ESP)            | 78è                    |
| 213                                      | José Félix Parra (ESP)        | 63è                    |
| 214                                      | Mats Wenzel (LUX)             | 95è                    |
| 215                                      | Iván Ramiro Sosa Cuervo (COL) | 43è                    |
| 216                                      | Iván Cobo (ESP)               | 58è                    |
| 217                                      | Diego Uriarte (ESP)           | 115è                   |
| Director esportiu: Carlos Jiménez Lozano |                               |                        |

| Burgos-Burpellet-BH BBH                     | Burgos-Burpellet-BH BBH            | Burgos-Burpellet-BH BBH |
| ------------------------------------------- | ---------------------------------- | ----------------------- |
| Núm                                         | Ciclista                           | Pos                     |
| 221                                         | José Luis Faura (ESP)              | DNF-1                   |
| 222                                         | Eric Fagúndez (URU)                | 37è                     |
| 223                                         | José Manuel Díaz Gallego (ESP)     | 17è                     |
| 224                                         | Sergio Geovani Chumil (GUA) (ruta) | 38è                     |
| 225                                         | Mario Aparicio (ESP)               | 29è                     |
| 226                                         | Josh Burnett (NZL)                 | 71è                     |
| 227                                         | Carlos García Pierna (ESP)         | 27è                     |
| Director esportiu: Damien Garcia, Jetse Bol |                                    |                         |

| Euskaltel-Euskadi EUS                                    | Euskaltel-Euskadi EUS          | Euskaltel-Euskadi EUS |
| -------------------------------------------------------- | ------------------------------ | --------------------- |
| Núm                                                      | Ciclista                       | Pos                   |
| 231                                                      | Jon Aberasturi Izaga (ESP)     | NP-6                  |
| 232                                                      | Márton Dina (HUN)              | 114è                  |
| 233                                                      | Mikel Bizkarra Etxegibel (ESP) | 62è                   |
| 234                                                      | Jokin Murguialday (ESP)        | 122è                  |
| 235                                                      | Jon Agirre Egaña (ESP)         | DNF-1                 |
| 236                                                      | Danny van der Tuuk (POL)       | 117è                  |
| 237                                                      | Nicolás Alustiza (ESP)         | 97è                   |
| Director esportiu: Rubén Pérez Moreno, Jorge Azanza Soto |                                |                       |

| UAE Team Emirates XRG UAD                             | UAE Team Emirates XRG UAD  | UAE Team Emirates XRG UAD |
| ----------------------------------------------------- | -------------------------- | ------------------------- |
| Núm                                                   | Ciclista                   | Pos                       |
| 1                                                     | Marc Soler i Giménez (ESP) | 26è                       |
| 2                                                     | Adam Yates (GBR)           | 32è                       |
| 3                                                     | Juan Ayuso Pesquera (ESP)  | 2n                        |
| 4                                                     | Pàvel Sivakov (FRA)        | DNF-7                     |
| 5                                                     | Pablo Torres (ESP)         | 28è                       |
| 6                                                     | Domen Novak (SLO) (ruta)   | DNF-7                     |
| 7                                                     | Julius Johansen (DEN)      | 116è                      |
| Director esportiu: Fabrizio Guidi, Tomás Gil Martínez |                            |                           |

| Team Visma \| Lease a Bike TVL              | Team Visma \| Lease a Bike TVL | Team Visma \| Lease a Bike TVL |
| ------------------------------------------- | ------------------------------ | ------------------------------ |
| Núm                                         | Ciclista                       | Pos                            |
| 11                                          | Sepp Kuss (USA)                | 23è                            |
| 12                                          | Wilco Kelderman (NED)          | 21è                            |
| 13                                          | Simon Yates (GBR)              | 9è                             |
| 14                                          | Bart Lemmen (NED)              | DNF-4                          |
| 15                                          | Matthew Brennan (GBR)          | NP-6                           |
| 16                                          | Menno Huising (NED)            | 60è                            |
| 17                                          | Steven Kruijswijk (NED)        | DNF-7                          |
| Director esportiu: Frans Maassen, Marc Reef |                                |                                |

| Soudal Quick-Step SOQ                              | Soudal Quick-Step SOQ        | Soudal Quick-Step SOQ |
| -------------------------------------------------- | ---------------------------- | --------------------- |
| Núm                                                | Ciclista                     | Pos                   |
| 21                                                 | Mikel Landa Meana (ESP)      | 4t                    |
| 22                                                 | Valentin Paret-Peintre (FRA) | DNF-4                 |
| 23                                                 | Junior Lecerf (BEL)          | 14è                   |
| 24                                                 | Ethan Hayter (GBR) (ruta)    | 104è                  |
| 25                                                 | Gianmarco Garofoli (ITA)     | 44è                   |
| 26                                                 | James Knox (GBR)             | 50è                   |
| 27                                                 | Pieter Serry (BEL)           | 80è                   |
| Director esportiu: Geert Van Bondt, Klaas Lodewyck |                              |                       |

| Lidl-Trek LTK                                   | Lidl-Trek LTK                   | Lidl-Trek LTK |
| ----------------------------------------------- | ------------------------------- | ------------- |
| Núm                                             | Ciclista                        | Pos           |
| 31                                              | Quinn Simmons (USA)             | 67è           |
| 32                                              | Juan Pedro López (ESP)          | 15è           |
| 33                                              | Carlos Verona Quintanilla (ESP) | 47è           |
| 34                                              | Sam Oomen (NED)                 | 42è           |
| 35                                              | Tao Geoghegan Hart (GBR)        | NP-2          |
| 36                                              | Lennard Kämna (GER)             | 64è           |
| 37                                              | Amanuel Gebrezgabihier (ERI)    | 57è           |
| Director esportiu: Maxime Monfort, Kim Andersen |                                 |               |

| Red Bull-Bora-Hansgrohe RBH                                         | Red Bull-Bora-Hansgrohe RBH  | Red Bull-Bora-Hansgrohe RBH |
| ------------------------------------------------------------------- | ---------------------------- | --------------------------- |
| Núm                                                                 | Ciclista                     | Pos                         |
| 41                                                                  | Primož Roglič (SLO)          | 1r                          |
| 42                                                                  | Jan Tratnik (SLO)            | 90è                         |
| 43                                                                  | Giulio Pellizzari (ITA)      | 16è                         |
| 44                                                                  | Giovanni Aleotti (ITA)       | 36è                         |
| 45                                                                  | Frederik Wandahl (DEN)       | 68è                         |
| 46                                                                  | Alexander Hajek (AUT) (ruta) | 85è                         |
| 47                                                                  | Nico Denz (GER)              | 106è                        |
| Director esportiu: Francisco Javier Vila Errandonea, Shane Archbold |                              |                             |

| Decathlon-AG2R La Mondiale DAT                                | Decathlon-AG2R La Mondiale DAT | Decathlon-AG2R La Mondiale DAT |
| ------------------------------------------------------------- | ------------------------------ | ------------------------------ |
| Núm                                                           | Ciclista                       | Pos                            |
| 51                                                            | Felix Gall (AUT)               | NP-6                           |
| 52                                                            | Dorian Godon (FRA)             | 54è                            |
| 53                                                            | Andrea Vendrame (ITA)          | 73è                            |
| 54                                                            | Clément Berthet (FRA)          | 53è                            |
| 55                                                            | Bruno Armirail (FRA)           | 65è                            |
| 56                                                            | Johannes Staune-Mittet (NOR)   | 56è                            |
| 57                                                            | Geoffrey Bouchard (FRA)        | 46è                            |
| Director esportiu: Sébastien Joly, José Luis Arrieta Lujambio |                                |                                |

| Ineos Grenadiers IGD                                       | Ineos Grenadiers IGD           | Ineos Grenadiers IGD |
| ---------------------------------------------------------- | ------------------------------ | -------------------- |
| Núm                                                        | Ciclista                       | Pos                  |
| 61                                                         | Geraint Thomas (GBR)           | 45è                  |
| 62                                                         | Egan Bernal Gómez (COL) (ruta) | 7è                   |
| 63                                                         | Laurens De Plus (BEL)          | 6è                   |
| 64                                                         | Axel Laurance (FRA)            | 83è                  |
| 65                                                         | Michael Leonard (CAN)          | 103è                 |
| 66                                                         | Lucas Hamilton (AUS)           | 105è                 |
| 67                                                         | Omar Fraile Matarranz (ESP)    | 84è                  |
| Director esportiu: Zakkari Dempster, Xabier Zandio Echaide |                                |                      |

| Alpecin-Deceuninck ADC                          | Alpecin-Deceuninck ADC  | Alpecin-Deceuninck ADC |
| ----------------------------------------------- | ----------------------- | ---------------------- |
| Núm                                             | Ciclista                | Pos                    |
| 71                                              | Kaden Groves (AUS)      | DNF-4                  |
| 72                                              | Quinten Hermans (BEL)   | NP-4                   |
| 73                                              | Tibor Del Grosso (NED)  | NP-7                   |
| 74                                              | Stan Van Tricht (BEL)   | DNF-3                  |
| 75                                              | Gal Glivar (SLO)        | NP-4                   |
| 76                                              | Edward Planckaert (BEL) | 86è                    |
| 77                                              | Jimmy Janssens (BEL)    | DNF-7                  |
| Director esportiu: Gianni Meersman, Luuc Bugter |                         |                        |

| Groupama-FDJ GFC                                     | Groupama-FDJ GFC           | Groupama-FDJ GFC |
| ---------------------------------------------------- | -------------------------- | ---------------- |
| Núm                                                  | Ciclista                   | Pos              |
| 81                                                   | Rudy Molard (FRA)          | 74è              |
| 82                                                   | Brieuc Rolland (FRA)       | 34è              |
| 83                                                   | Rémy Rochas (FRA)          | DNF-7            |
| 84                                                   | Tom Donnenwirth (FRA)      | 118è             |
| 85                                                   | Clément Braz Alfonso (FRA) | 39è              |
| 86                                                   | Enzo Paleni (FRA)          | 79è              |
| 87                                                   | Lorenzo Germani (ITA)      | 48è              |
| Director esportiu: Stéphane Goubert, Jussi Veikkanen |                            |                  |

| EF Education-EasyPost EFE                             | EF Education-EasyPost EFE        | EF Education-EasyPost EFE |
| ----------------------------------------------------- | -------------------------------- | ------------------------- |
| Núm                                                   | Ciclista                         | Pos                       |
| 91                                                    | Richard Carapaz Montenegro (ECU) | 10è                       |
| 92                                                    | Marijn van den Berg (NED)        | NP-6                      |
| 93                                                    | Georg Steinhauser (GER)          | 55è                       |
| 94                                                    | Esteban Chaves Rubio (COL)       | 30è                       |
| 95                                                    | Darren Rafferty (IRL) (ruta)     | 87è                       |
| 96                                                    | Hugh Carthy (GBR)                | DNF-4                     |
| 97                                                    | James Shaw (GBR)                 | 82è                       |
| Director esportiu: Tejay van Garderen, Matti Breschel |                                  |                           |

| Movistar Team MOV                                                     | Movistar Team MOV           | Movistar Team MOV |
| --------------------------------------------------------------------- | --------------------------- | ----------------- |
| Núm                                                                   | Ciclista                    | Pos               |
| 101                                                                   | Enric Mas Nicolau (ESP)     | 3r                |
| 102                                                                   | Gregor Mühlberger (AUT)     | 70è               |
| 103                                                                   | Nairo Quintana Rojas (COL)  | 19è               |
| 104                                                                   | William Barta (USA)         | DNF-7             |
| 105                                                                   | Antonio Pedrero López (ESP) | 75è               |
| 106                                                                   | Michel Hessmann (GER)       | 89è               |
| 107                                                                   | Albert Torres Barceló (ESP) | DNF-7             |
| Director esportiu: José Joaquín Rojas Gil, José Vicente García Acosta |                             |                   |

| Team Jayco AlUla JAY                                   | Team Jayco AlUla JAY          | Team Jayco AlUla JAY |
| ------------------------------------------------------ | ----------------------------- | -------------------- |
| Núm                                                    | Ciclista                      | Pos                  |
| 111                                                    | Ben O'Connor (AUS)            | 12è                  |
| 112                                                    | Anders Foldager (DEN)         | 107è                 |
| 113                                                    | Koen Bouwman (NED)            | 96è                  |
| 114                                                    | Welay Berehe (ETH)            | DNF-4                |
| 115                                                    | Alessandro De Marchi (ITA)    | 110è                 |
| 116                                                    | Asbjørn Hellemose (DEN)       | 69è                  |
| 117                                                    | Christopher Juul-Jensen (DEN) | 94è                  |
| Director esportiu: Steven Cummings, Rafael Valls Ferri |                               |                      |

| Intermarché-Wanty IWA                                  | Intermarché-Wanty IWA   | Intermarché-Wanty IWA |
| ------------------------------------------------------ | ----------------------- | --------------------- |
| Núm                                                    | Ciclista                | Pos                   |
| 121                                                    | Kamiel Bonneu (BEL)     | NP-1                  |
| 122                                                    | Louis Meintjes (RSA)    | 40è                   |
| 123                                                    | Dion Smith (NZL)        | 66è                   |
| 124                                                    | Dries De Pooter (BEL)   | NP-4                  |
| 125                                                    | Alexy Faure Prost (FRA) | 91è                   |
| 126                                                    | Kevin Colleoni (ITA)    | 98è                   |
| 127                                                    | Tom Paquot (BEL)        | DNF-7                 |
| Director esportiu: Steven De Neef, Sébastien Demarbaix |                         |                       |

| Team Picnic-PostNL TPP                                | Team Picnic-PostNL TPP    | Team Picnic-PostNL TPP |
| ----------------------------------------------------- | ------------------------- | ---------------------- |
| Núm                                                   | Ciclista                  | Pos                    |
| 131                                                   | Pavel Bittner (CZE)       | 93è                    |
| 132                                                   | Frank van den Broek (NED) | 77è                    |
| 133                                                   | Nils Eekhoff (NED)        | NP-6                   |
| 134                                                   | Patrick Eddy (AUS)        | DNF-7                  |
| 135                                                   | Robbe Dhondt (BEL)        | 119è                   |
| 136                                                   | Timo Roosen (NED)         | DNF-7                  |
| 137                                                   | Romain Combaud (FRA)      | 112è                   |
| Director esportiu: Pim Ligthart, Christian Guiberteau |                           |                        |

| Bahrain Victorious TBV                                       | Bahrain Victorious TBV  | Bahrain Victorious TBV |
| ------------------------------------------------------------ | ----------------------- | ---------------------- |
| Núm                                                          | Ciclista                | Pos                    |
| 141                                                          | Lenny Martinez (FRA)    | 5è                     |
| 142                                                          | Matevž Govekar (SLO)    | DNF-7                  |
| 143                                                          | Afonso Eulálio (POR)    | 61è                    |
| 144                                                          | Rainer Kepplinger (AUT) | DNF-3                  |
| 145                                                          | Finlay Pickering (GBR)  | NP-4                   |
| 146                                                          | Fran Miholjević (CRO)   | 102è                   |
| 147                                                          | Nicolò Buratti (ITA)    | DNF-7                  |
| Director esportiu: Franco Pellizotti, Xavier Florencio Cabré |                         |                        |

| Arkéa-B&B Hotels ARK            | Arkéa-B&B Hotels ARK            | Arkéa-B&B Hotels ARK |
| ------------------------------- | ------------------------------- | -------------------- |
| Núm                             | Ciclista                        | Pos                  |
| 151                             | Cristián Rodríguez Martín (ESP) | 24è                  |
| 152                             | Michel Ries (LUX)               | 33è                  |
| 153                             | Embret Svestad-Bårdseng (NOR)   | 35è                  |
| 154                             | Louis Rouland (FRA)             | 109è                 |
| 155                             | Victor Guernalec (FRA)          | 99è                  |
| 156                             | Élie Gesbert (FRA)              | DNF-3                |
| 157                             | Laurens Huys (BEL)              | DNF-3                |
| Director esportiu: Roger Tréhin |                                 |                      |

| Cofidis COF                                                      | Cofidis COF                    | Cofidis COF |
| ---------------------------------------------------------------- | ------------------------------ | ----------- |
| Núm                                                              | Ciclista                       | Pos         |
| 161                                                              | Stanisław Aniołkowski (POL)    | NP-4        |
| 162                                                              | Sylvain Moniquet (BEL)         | 108è        |
| 163                                                              | Emanuel Buchmann (GER)         | 22è         |
| 164                                                              | Jesús Herrada López (ESP)      | 72è         |
| 165                                                              | Jonathan Lastra Martínez (ESP) | DNF-7       |
| 166                                                              | Nolann Mahoudo (FRA)           | DNF-2       |
| 167                                                              | Hugo Toumire (FRA)             | 120è        |
| Director esportiu: Gorka Gerrikagoitia Arrien, Yvonnick Bolgiani |                                |             |

| XDS Astana Team XAT                                 | XDS Astana Team XAT          | XDS Astana Team XAT |
| --------------------------------------------------- | ---------------------------- | ------------------- |
| Núm                                                 | Ciclista                     | Pos                 |
| 171                                                 | Lorenzo Fortunato (ITA)      | 20è                 |
| 172                                                 | Henok Mulubrhan (ERI) (ruta) | 88è                 |
| 173                                                 | Wout Poels (NED)             | 18è                 |
| 174                                                 | Harold Martín López (ECU)    | 13è                 |
| 175                                                 | Darren van Bekkum (NED)      | 52è                 |
| 176                                                 | Su Haoyu (CHN)               | DNF-3               |
| 177                                                 | Ide Schelling (NED)          | NP-7                |
| Director esportiu: Dmitri Fofónov, Bruno Cenghialta |                              |                     |

| Lotto LOT                                    | Lotto LOT                   | Lotto LOT |
| -------------------------------------------- | --------------------------- | --------- |
| Núm                                          | Ciclista                    | Pos       |
| 181                                          | Lennert Van Eetvelt (BEL)   | 8è        |
| 182                                          | Logan Currie (NZL)          | 76è       |
| 183                                          | Eduardo Sepúlveda (ARG)     | 51è       |
| 184                                          | Reuben Thompson (NZL)       | 41è       |
| 185                                          | Henri Vandenabeele (BEL)    | DNF-3     |
| 186                                          | Jonas Gregaard Wilsly (DEN) | 113è      |
| 187                                          | Jarrad Drizners (AUS)       | DNF-7     |
| Director esportiu: Mario Aerts, Marc Wauters |                             |           |

| Israel-Premier Tech IPT                               | Israel-Premier Tech IPT  | Israel-Premier Tech IPT |
| ----------------------------------------------------- | ------------------------ | ----------------------- |
| Núm                                                   | Ciclista                 | Pos                     |
| 191                                                   | Corbin Strong (NZL)      | 49è                     |
| 192                                                   | Matthew Riccitello (USA) | 11è                     |
| 193                                                   | George Bennett (NZL)     | 25è                     |
| 194                                                   | Ethan Vernon (GBR)       | 92è                     |
| 195                                                   | Nick Schultz (AUS)       | 100è                    |
| 196                                                   | Itamar Einhorn (ISR)     | DNF-7                   |
| 197                                                   | Simon Clarke (AUS)       | NP-2                    |
| Director esportiu: Óscar Guerrero, Alexander Cataford |                          |                         |

| Caja Rural-Seguros RGA CJR                           | Caja Rural-Seguros RGA CJR     | Caja Rural-Seguros RGA CJR |
| ---------------------------------------------------- | ------------------------------ | -------------------------- |
| Núm                                                  | Ciclista                       | Pos                        |
| 201                                                  | Alex Molenaar (NED)            | 81è                        |
| 202                                                  | Jaume Guardeño Romá (ESP)      | 31è                        |
| 203                                                  | Abel Balderstone Roumens (ESP) | 101è                       |
| 204                                                  | Daniel Babor (CZE)             | DNF-7                      |
| 205                                                  | Sebastian Berwick (AUS)        | DNF-7                      |
| 206                                                  | Calum Johnston (GBR)           | 111è                       |
| 207                                                  | Jan Castellon (ESP)            | 121è                       |
| Director esportiu: Aritz Bagües, Juan Carlos Vázquez |                                |                            |

| Equipo Kern Pharma EKP                   | Equipo Kern Pharma EKP        | Equipo Kern Pharma EKP |
| ---------------------------------------- | ----------------------------- | ---------------------- |
| Núm                                      | Ciclista                      | Pos                    |
| 211                                      | Pau Miquel Delgado (ESP)      | 59è                    |
| 212                                      | Urko Berrade (ESP)            | 78è                    |
| 213                                      | José Félix Parra (ESP)        | 63è                    |
| 214                                      | Mats Wenzel (LUX)             | 95è                    |
| 215                                      | Iván Ramiro Sosa Cuervo (COL) | 43è                    |
| 216                                      | Iván Cobo (ESP)               | 58è                    |
| 217                                      | Diego Uriarte (ESP)           | 115è                   |
| Director esportiu: Carlos Jiménez Lozano |                               |                        |

| Burgos-Burpellet-BH BBH                     | Burgos-Burpellet-BH BBH            | Burgos-Burpellet-BH BBH |
| ------------------------------------------- | ---------------------------------- | ----------------------- |
| Núm                                         | Ciclista                           | Pos                     |
| 221                                         | José Luis Faura (ESP)              | DNF-1                   |
| 222                                         | Eric Fagúndez (URU)                | 37è                     |
| 223                                         | José Manuel Díaz Gallego (ESP)     | 17è                     |
| 224                                         | Sergio Geovani Chumil (GUA) (ruta) | 38è                     |
| 225                                         | Mario Aparicio (ESP)               | 29è                     |
| 226                                         | Josh Burnett (NZL)                 | 71è                     |
| 227                                         | Carlos García Pierna (ESP)         | 27è                     |
| Director esportiu: Damien Garcia, Jetse Bol |                                    |                         |

| Euskaltel-Euskadi EUS                                    | Euskaltel-Euskadi EUS          | Euskaltel-Euskadi EUS |
| -------------------------------------------------------- | ------------------------------ | --------------------- |
| Núm                                                      | Ciclista                       | Pos                   |
| 231                                                      | Jon Aberasturi Izaga (ESP)     | NP-6                  |
| 232                                                      | Márton Dina (HUN)              | 114è                  |
| 233                                                      | Mikel Bizkarra Etxegibel (ESP) | 62è                   |
| 234                                                      | Jokin Murguialday (ESP)        | 122è                  |
| 235                                                      | Jon Agirre Egaña (ESP)         | DNF-1                 |
| 236                                                      | Danny van der Tuuk (POL)       | 117è                  |
| 237                                                      | Nicolás Alustiza (ESP)         | 97è                   |
| Director esportiu: Rubén Pérez Moreno, Jorge Azanza Soto |                                |                       |